# Franz von Liszt
 Der er for få eller ingen kildehenvisninger i denne artikel, hvilket er et problem. Du kan hjælpe ved at angive troværdige kilder til de påstande, som fremføres i artiklen.

Franz Eduard Ritter von Liszt (født 2. marts 1851 i Wien, død 21. juni 1919 i Seeheim-Jugenheim) var en tysk-østrigsk retslærd og politiker, halvfætter til Franz Liszt.

## Liv og gerning
Von Liszt blev 1875 privatdocent i Graz, 1879 ordentlig professor i Giessen, 1882 i Marburg, 1889 i Halle a. S., 1899-1917 i Berlin. Udrustet med glimrende evner, stor veltalenhed og et sjældent organisationstalent stod von Liszt forrest i kampen for samtidens kriminalpolitiske reformation. Som dogmatiker, som juridisk erkendelsesteoretiker havde han mange overmænd, men han hørte den nye tid gro; han forstod, hvad den naturvidenskabelige forskning førte i sit skjold, forstod dens konsekvenser på retsvidenskabens felter, forstod at omplante de Jheringske grundprincipper i strafferettens jordbund. Han repræsenterede teleologien over for den rene juridiske formallogik. 
Han begyndte som historiker og dogmatiker, og i skrifter som Meineid und falsches Zeugniss (1876), Die falsche Aussage vor Gericht oder offentlicher Behorde nach deutschem und österreichischem Recht (1877), Lehrbuch des österreichischen Pressrechts (1878), Das deutsche Reichspressrecht (1880) og Das deutsche Reichsstrafrecht (1881) vandrede han endnu ad de vante stier, blandt andet som en varmt anerkendende tilhænger af Bindings normteori. Men med de strålende afhandlinger: Der Zweckgedanke im Strafrecht (1882), Rechtsgut und Handlungsbegriffe im Bindingschen Handbuche (1886), Kriminalpolitische Aufgaben (1889—90 og 1892), Die deterministischen Gegner der Zweckstrafe (1893) og andre begyndte et nyt afsnit af von Liszts videnskabelige forfatterskab. 
Lige som klassikerne i Tyskland samlede sig om Binding, blev von Liszts navn det enhedsmærke, den vajende fane, hvorunder den sociologiske retning i strafferetsvidenskaben fylkedes. Allerede i 3. udgave af Lehrbuch des Deutschen Strafrechts (1888), den tidligere såkaldte "Rigsstrafferet", klang den tone, som her efter lød i alle senere oplag af dette verdensberømte skrift (24. oplag ved Eberhard Schmidt 1922 og talrige oversættelser), der mere end noget andet værk har bidraget til at omforme den almindelige kriminalistiske bevidsthed. I fortættet form udviklede von Liszt der sit strafferetlige livssyn. Straffen er efter von Liszt nødvendig for at opretholde retsordenen. At søge en anden retsgrund er overflødigt, forfejlet og unyttigt. 

## Straffens formål
Straffens formål er enten at gøre forbryderen til et nyttigt medlem af samfundet ved afskrækkelse eller forbedring eller at unddrage det for samfundet ubrugelige forbryderiske individ muligheden af at begå nye forbrydelser enten for bestandig eller for tid, altså uskadeliggøre ham. Von Liszt afviser gengældelsesteorien i dens klassiske skikkelse, men også moderne Tilhængere heraf, som Merkel, der søgte at slå en bro mellem gengældelsen og formålstanken. På den anden side tog von Liszt bestemt afstand fra Lombrosos ensidig-biologiske opfattelse af forbrydelsen. Enhver forbrydelse er efter von Liszt et produkt af forbryderens individuelle egenart og af de ham omgivende sociale forhold. 

## Socialpolitik som kriminalpolitik
I en forstandig, men målsikker socialpolitik så han den bedste og virksomste kriminalpolitik. Den biologiske og sociologiske undersøgelse af forbryderen måtte arbejde hånd i hånd. Med disse grundtanker som udgangspunkt tog von Liszt til orde i snart sagt alle den moderne kriminologis brændende spørgsmål — de korte frihedsstraffe, den betingede domfældelse, behandlingen af unge forbrydere, recidivets og motivets ret. og mange andre, og i en lang række afhandlinger, foredrag og lignende, Das Verbrechen als sozial-pathologische Erscheinung (1899), Das Problem der Kriminalität der Juden (1907) og mange andre, de vigtigste samlede i Strafrechtliche Aufsätze und Vorträge (I—II, 1905), uddybede han nærmere sine læresætninger og slog til lyd for sit kriminalpolitiske program. 
Stor opsigt vakte von Liszts foredrag på den 3. internationale psykologkongres i München 1896 om Die strafrechtliche Zurechnungsfähigkeit, hvilket fremkaldte skarpe indsigelser fra blandt andre Binding, Lammasch, Höfler og senere fra Karl von Birkmeyer i dennes bog Was lässt von Liszt vom Strafrecht übrig? (1907). I forhandlingerne om den tyske borgerlige lovbog tog von Liszt del ved Die Grenzgebiete zwischen Privatrecht und Strafrecht (1889) og Die Deliktsobligationen im System des Bürgerlichen Gesetzbuchs (1898); han var bidragyder til Franz von Holtzendorff og Eugen von Jagemanns Handbuch des Gefängniswesens (I, 1888), Paul Hinnebergs Die Kultur der Gegenwart (1906) og andre, udgav sammen med Ernst Delaquis en fuldstændig omarbejdelse af Hans Rüdorffs Strafgesetzbuch für das Deutsche Reich (26. oplag ved Eduard Kohlrausch, 1922) o. s. fr.

## Zeitschrift für die gesamte Strafrechtswissenschaft
Det af von Liszt sammen med Adolf Dochow 1881 stiftede "Zeitschrift für die gesamte Strafrechtswissenschaft" skulle efter planen stå åbent for alle forgreninger at den kriminalistiske videnskab, men den internationale kriminalistforening, i hvis tilblivelse i årene 1888—89 foruden von Liszt også G.A. van Hamel og Adolphe Prins tog del, betød en målbevidst kriminalpolitisk offensiv, et råb om en strafferetlig reform, støbt ikke efter aprioriske begrebers bydende, men efter det praktiske livs fordringer. 1888 stiftede von Liszt sit berømte kriminalistiske seminarium med et righoldigt bibliotek. Herfra er udsendt en statelig samling "Abhandlungen"; von Liszt gjorde selv begyndelsen med Der italienische Strafgesetzentwurf von 1887 (1888), der suppleredes med en tilsvarende kritisk gennemgang og vurderen af preussiske, norske og schweiziske udkast. 

## Forkæmper for strafferetsreformer
Von Liszts sjældne lærerbegavelse gav sig litterære udslag i hans Strafrechtsfälle zum akademischen Gebrauch (oprindelig en bearbejdelse af Adolf Dochows arbejde fra 1876, 13. oplag ved E.H. Rosenfeld 1923), den ildfulde rektoratstale Die Reform des juristischen Studiums in Preussen (1886) og andre. Med vanlig energi virkede von Liszt for legislative strafferetsreformer. Værdifulde forarbejder hertil skabte han, støttet af en international stab af medarbejdere, i Die Strafgesetzgebung der Gegenwart in rechtsvergleichender Darstellung (I 1894, II i forbindelse med Georg Grusen 1899, ufuldendt), en forløber for kæmpeværket Vergleichende Darstellung des deutschen und ausländischen Strafrechts (I—XIV, 1906—09), hvori han selv fremstillede Bedingte Verurteilung und bedingte Begnadigung (almindelig del, III 1908) og Totung und Lebensgefährdung (speciel del, V 1905). 
Han blev ikke medlem af straffelovkommissionerne af 1906 og 1911, men hans glødende iver for reformernes trivsel og fremvækst kølnedes ikke af den grund. Han skrev således Die Reform des Strafverfahrens (1906) med flere arbejder og udgav sammen med Franz Adickes, P.F. Aschrott og Karl von Lilienthal Beiträge zur Reform des Strafprozesses (I—II 1908), med P.F. Aschrott Die Reform des Reichsstrafgesetzbuches (I—II 1910), med Wilhelm Kahl, Karl von Lilienthal og James Goldschmidt Gegenentwurf zum Vorentwurf eines deutschen Strafgesetzbuches med Begrundung (1911). 
Også som folkeretslærer stod von Liszt i forreste linje, og hans herhen hørende arbejder vandt ligeledes en enestående udbredelse. 1900 blav han associé, 1908 medlem af Institut de droit international. Foruden en kortere fremstilling af folkeretten i Karl von Birkmeyers Encyklopädie der Rechtswissenschaft (1901), Das Wesen des völkerrechtlichen Staatenverbandes und der internationale Prisenhof (1910) og andre offentliggjorde han Das Völkerrecht (1898, 11. udgave 1918, 2. uforandrede nytryk 1921), hvis sidste udgaver bærer alt for tydelige spor af forfatterens nationalpatriotiske opfattelse. Von Liszt havde underskrevet "Es ist nicht wahr"-opråbet, og i hans brochurer under 1. Verdenskrig — Ein Mitteleuropäischer Staatenverband als nächstes Ziel der deutschen auswärtigen Politik (1914), Von der Nibelungentreue (1914), England und das Völkerrecht (1915) og Vom Staatenverband zur Völkergemeinschaft (1917) — er det heller ikke videnskabsmanden, der fører pennen.

## Deltagelse i politik
Han var medudgiver af "Handbuch der Politik" (I—III 1912-13, 2. oplag 1914) og medvirkende ved Walther Schückings Das Werk vom Haag (I—V 1912—17). I en årrække deltog von Liszt i det politiske liv — han var 1908 medlem af den preussiske landdag, senere af rigsdagen — og arbejdede særlig på at samle de adsplittede venstre- og fremskridtspartier i et parti. Med sin levende ånd og altid i bevægelse ejede von Liszt den medfødte sympati for alt nyt og stræbende. Han var et modsigelsens tegn, vandt begejstret tilslutning, mødte på den anden side lige så stærk og sejg modstand, men at han har gjort en ualmindelig indsats ved at virke for og gennemføre tanker, som har optaget hans samtids bedste mænd, er der vistnok almindelig enighed om.